# Discogloeum veronicarum
Discogloeum veronicarum är en svampart som först beskrevs av Vincenzo de Cesati, och fick sitt nu gällande namn av Franz Petrak 1923. Discogloeum veronicarum ingår i släktet Discogloeum, divisionen sporsäcksvampar och riket svampar.   Inga underarter finns listade i Catalogue of Life.